# Лозівка (Хмільницький район)
Ло́зівка — село в Україні, у Самгородоцькій сільській громаді Хмільницького району Вінницької області.

## Назва
7 червня 1946 р. село Германівка Самгородоцького району отримало назву «Лозівка» і Германівську сільську Раду названо Лозівською.

## Галерея

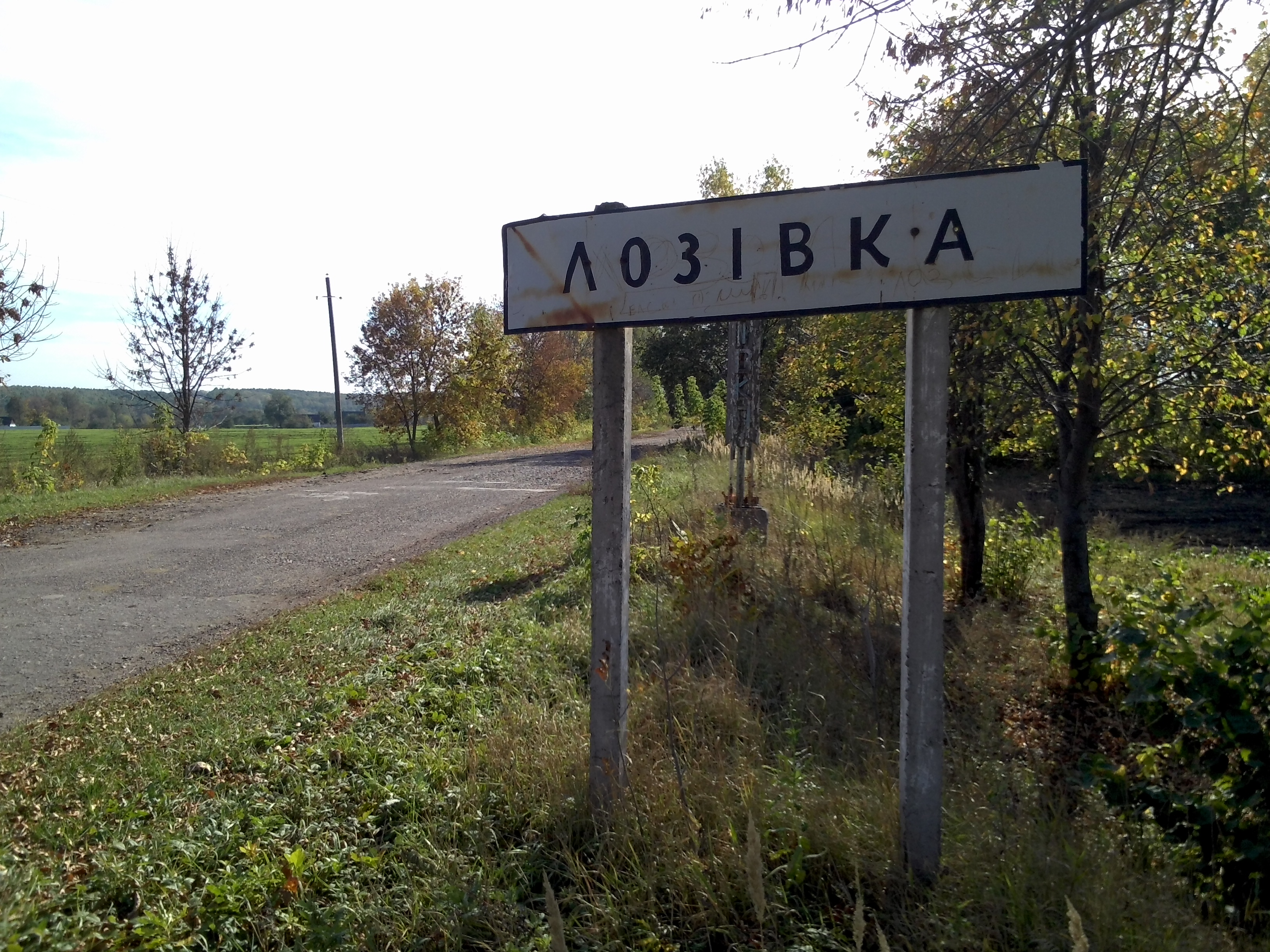
В'їзний знак
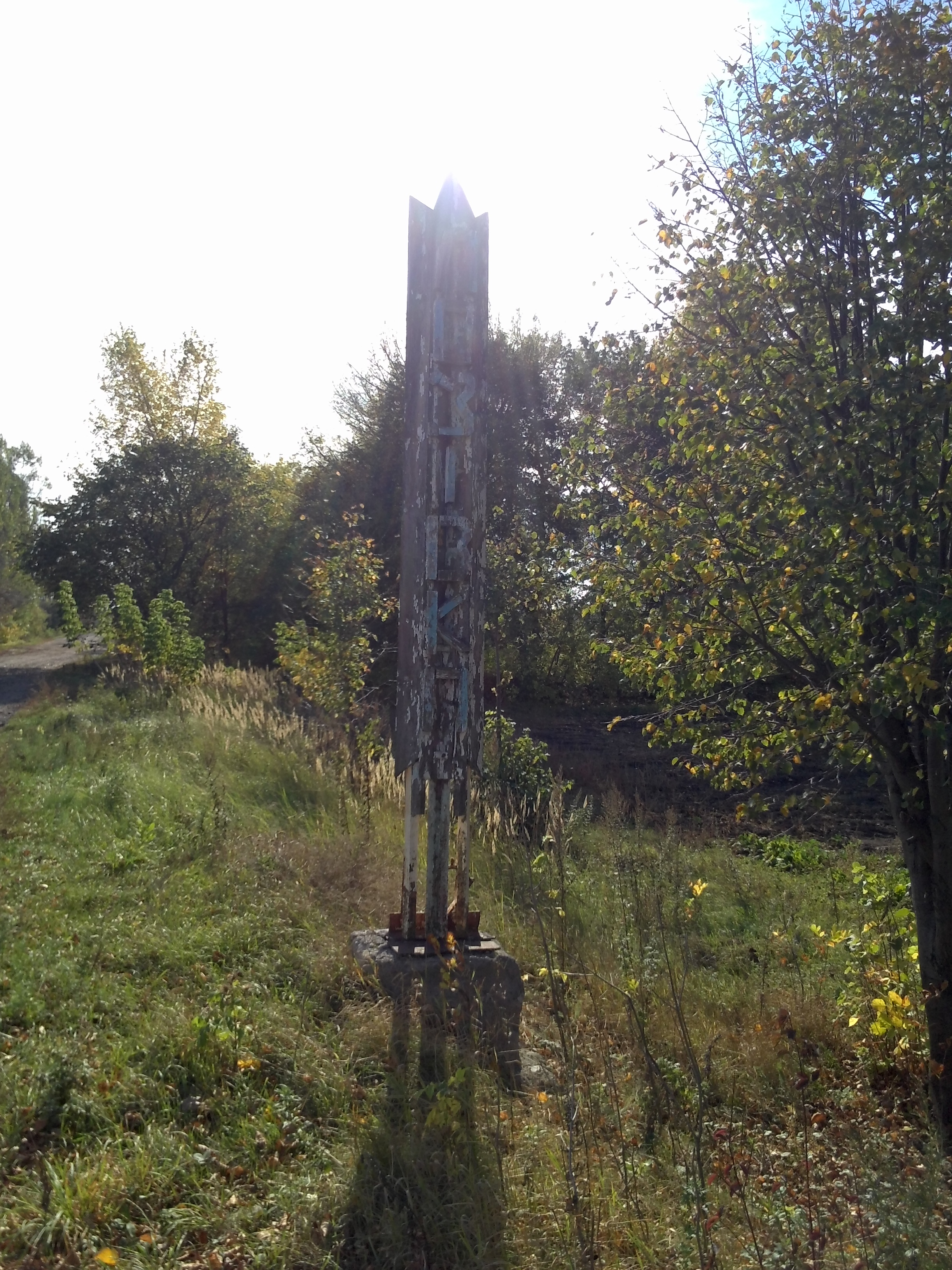
Старий в'їзний знак
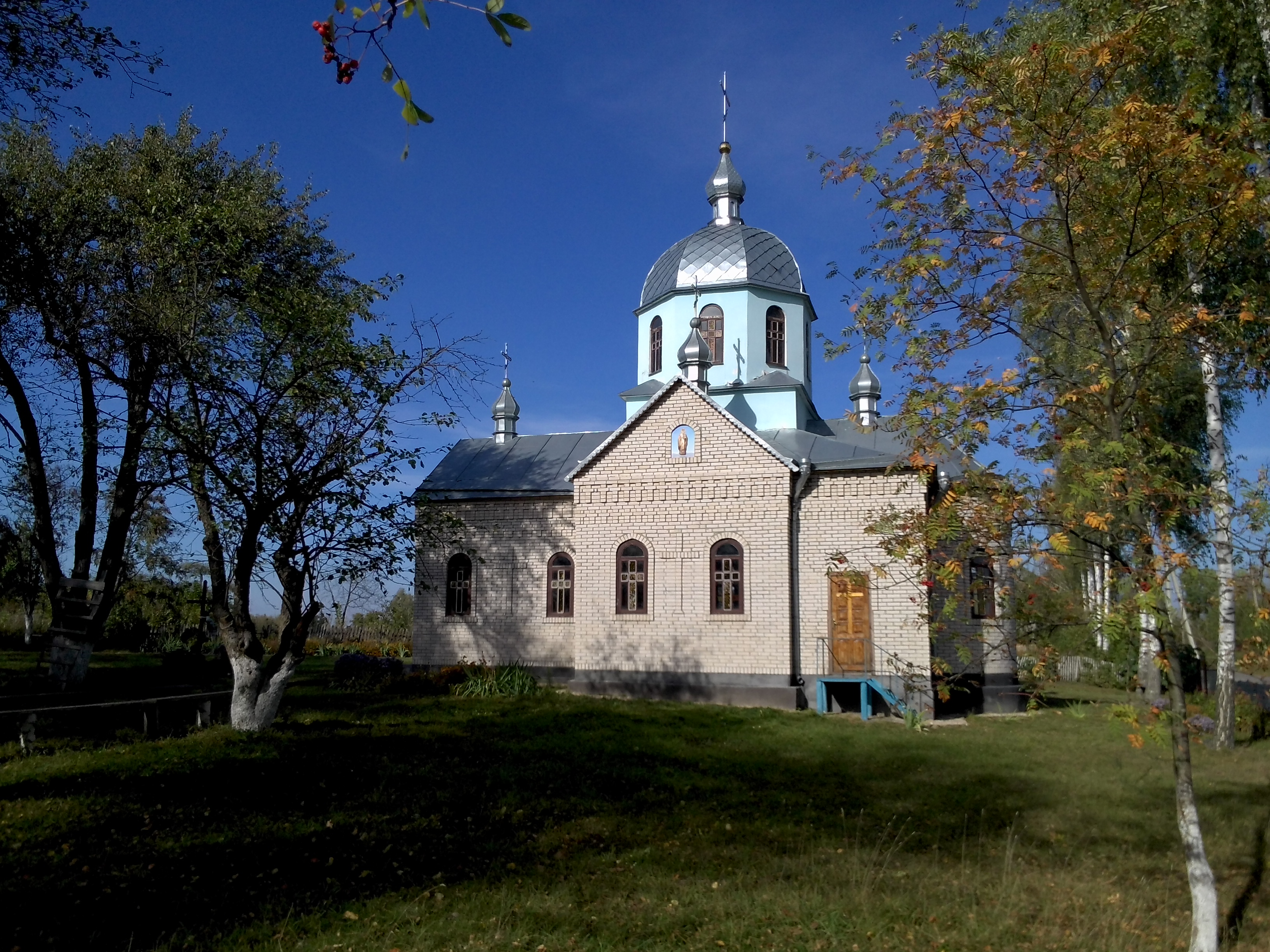
Церква
Пам’ятник 59 воїнам-односельчанам, загиблим на фронтах ВВВ
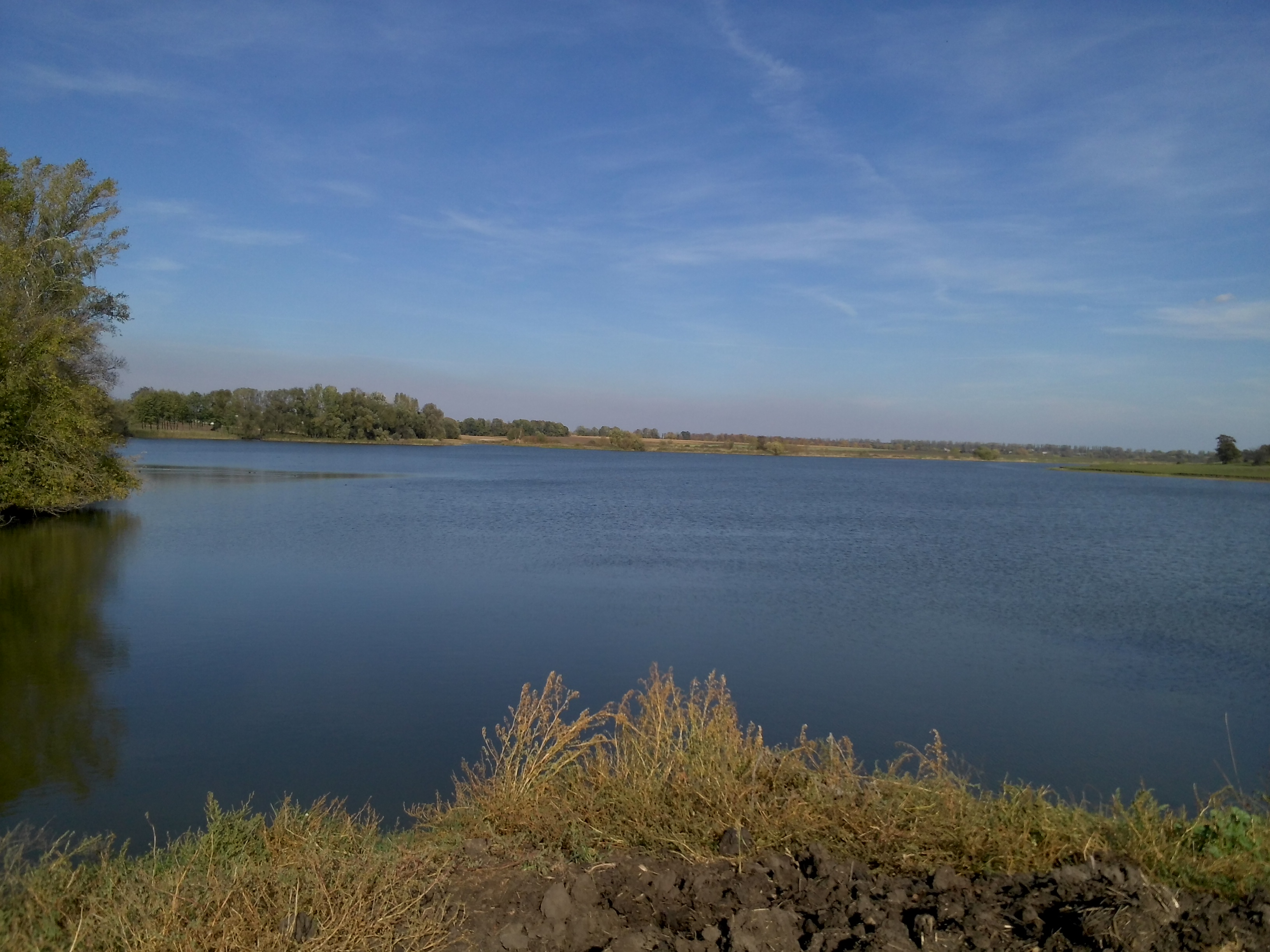
Водосховище на р. Десна
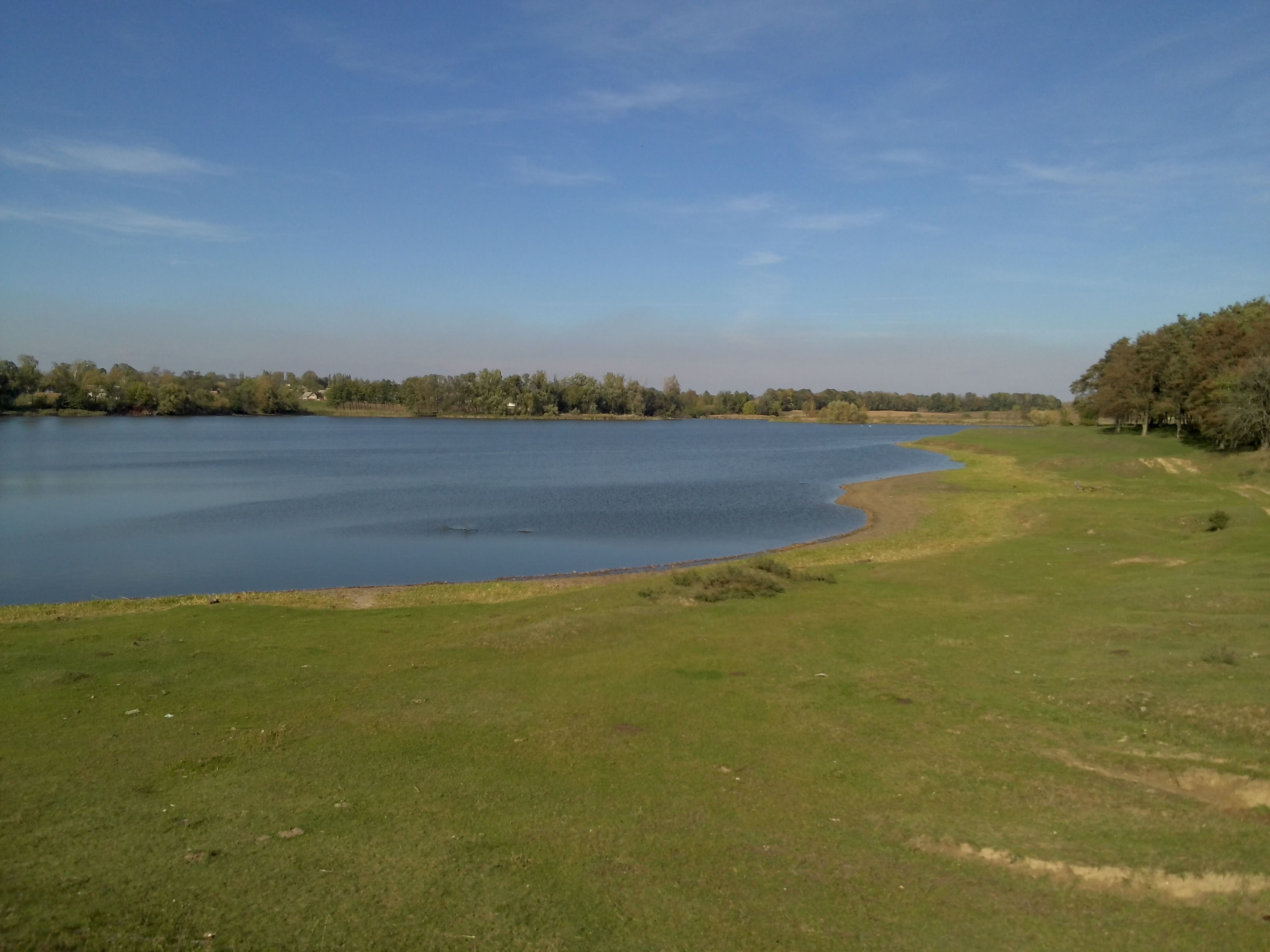
Краєвид на р. Десна
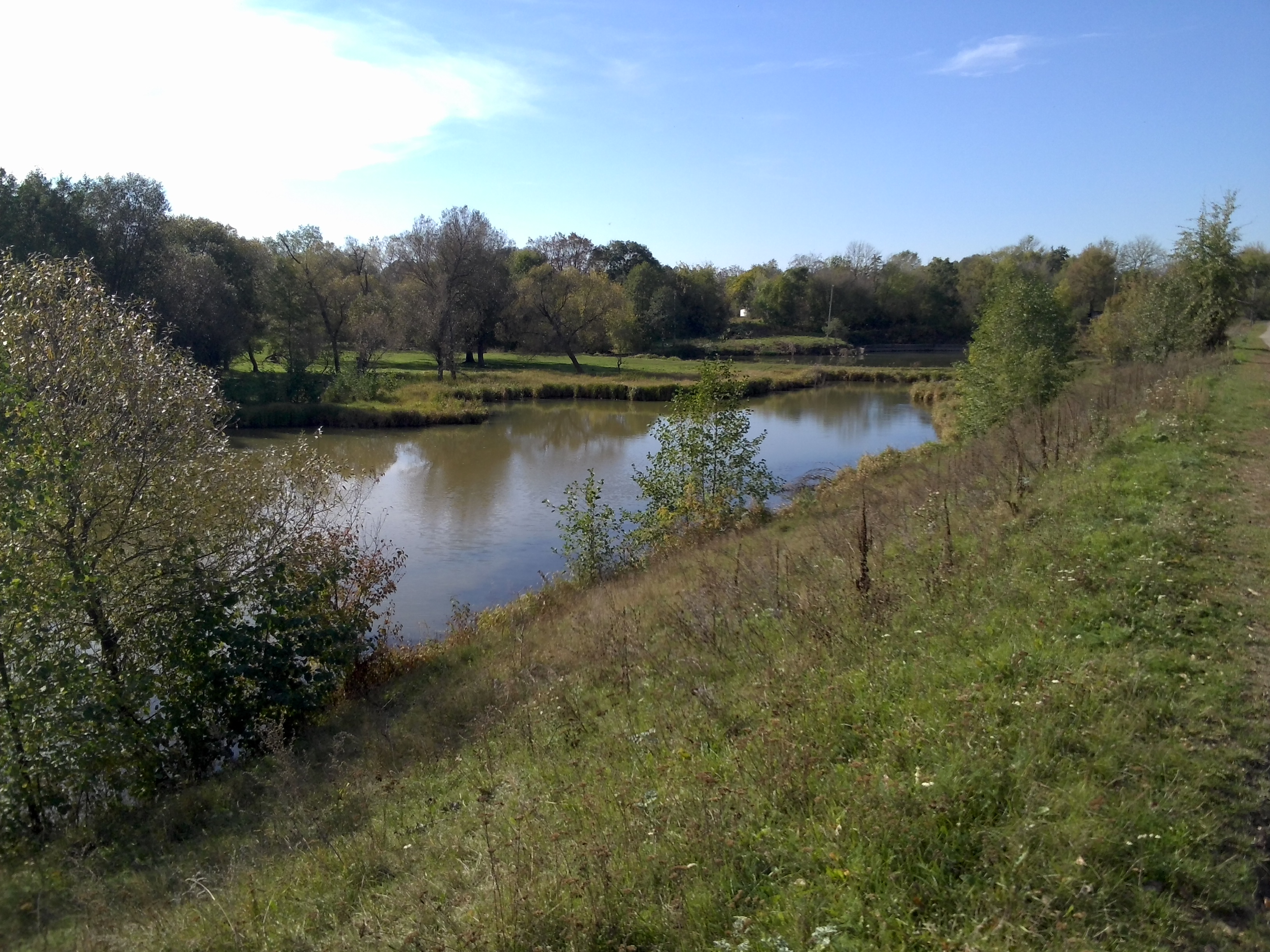
Річка Десна
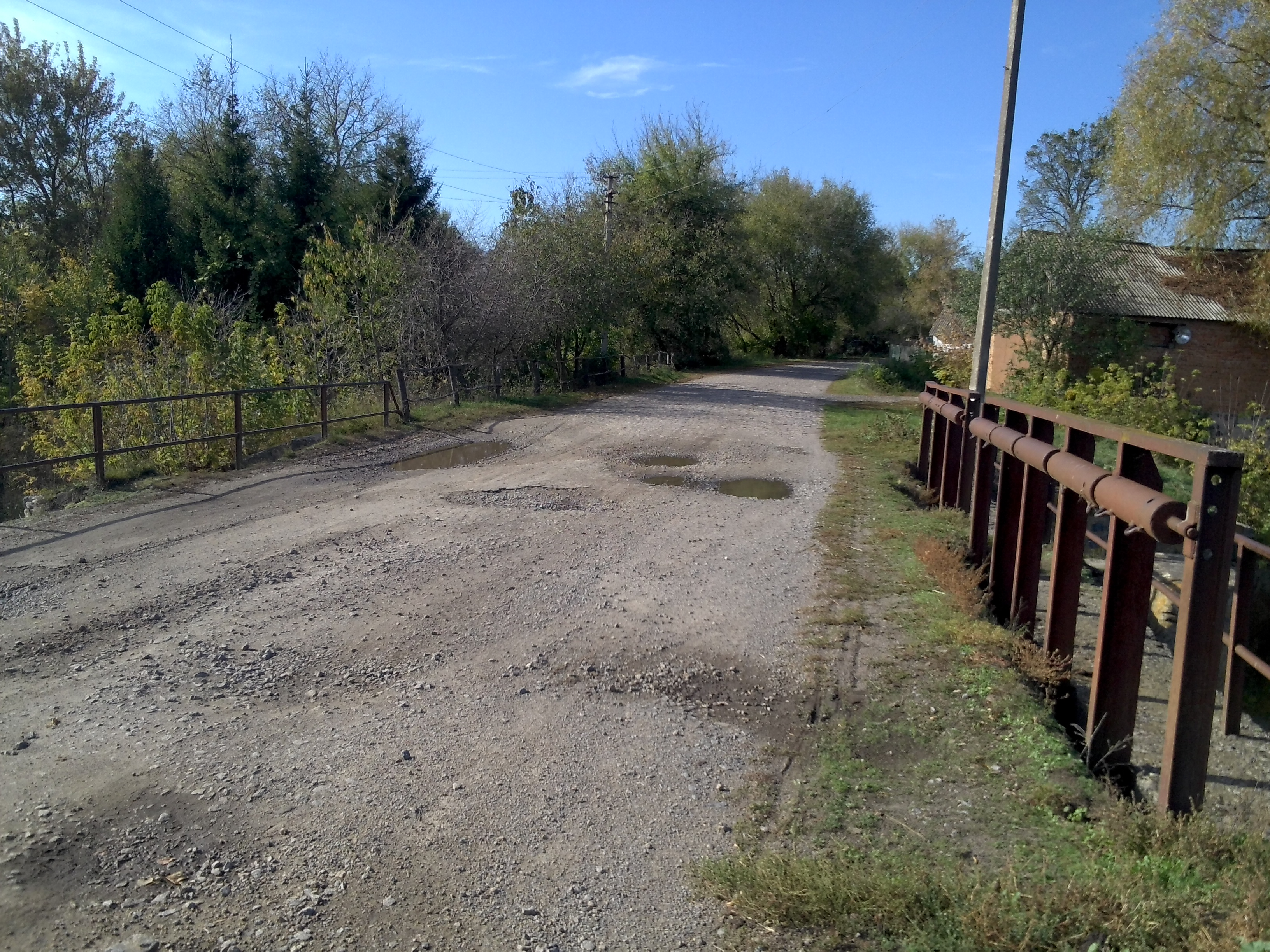
Міст через р. Десна при в'їзді до села
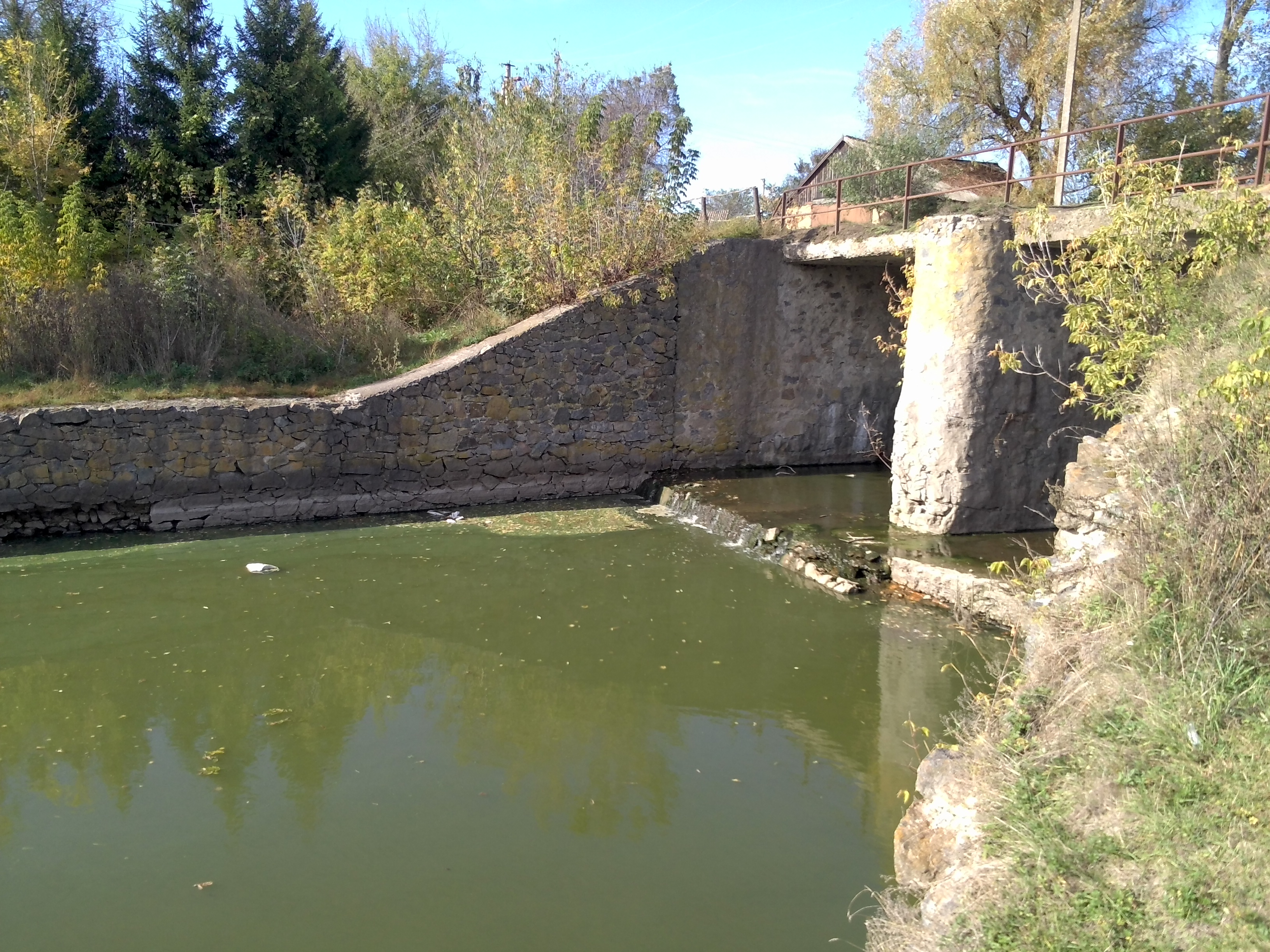
Гребля на р. Десна
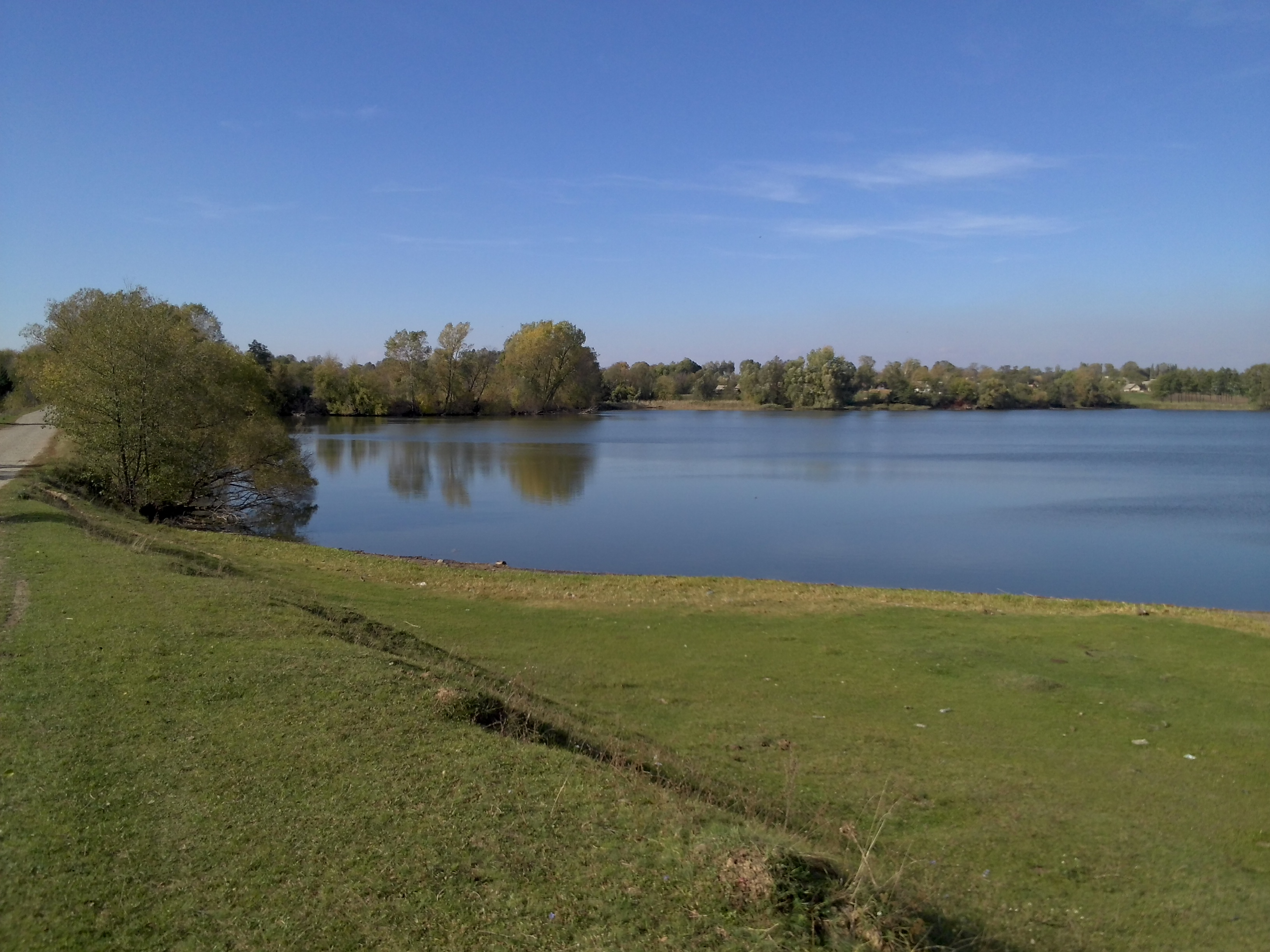
Краєвид на р. Десна